# Pietriceaua, Prahova
Pietriceaua este un sat în comuna Brebu din județul Prahova, Muntenia, România. Satul este străbătut de pârâul Lupa, care se varsă în râul Doftana. Vârful cel mai înalt al satului se numește Barbeș, având altitudinea de 1050 m.
În 1831, satul făcea parte din plaiul Prahova și avea 43 de gospodării.
La sfârșitul secolului al XIX-lea, satul avea 619 locuitori și o biserică zidită în 1855 de locuitori.